# Marianne Roodenburg
Marianne Roodenburg (Curaçao, 25 mei 1955) is een Nederlands beeldend kunstenaar en woonde in Curaçao, Zimbabwe, Noorwegen, Denemarken en Thailand. In Nederland volgde ze de opleiding aan de Academie van Beeldende Kunsten in Rotterdam. Ze woonde en werkte sinds 1982 in Amsterdam. In 2012 is haar huisraad en atelier verhuisd naar Castricum.

## Lezingen
Roodenburgs specialisme is kleur. De inhoud van haar lezingen over kleur worden toegespitst op de doelgroep voor wie de voordracht bestemd is. Thema's zijn onder meer: de geschiedenis van kleur, technische aspecten van kleur en kleurgebruik in de schilderkunst.

## Exposities

### 2010 - heden
- 2017 - januari, Kleurmanifestatie (deelnemer + curator), Galerie de Meerse, Hoofddorp
- 2016 - 31 augustus t/m 16 oktober BoetjesProject, Galerie Posthuys-Texel,  De Koog Texel
- 2016 - 3 april t/m 15 mei Shared Wall met Monique Kwist, Galerie Agnes Raben, Vorden
- 2015 - 18 t/m 20 december weekendtentoonstelling Arti Galerie met Renee Aardewijn, Amsterdam
- 2015 - Etalageproject Gastvrijheid met Marli Turion, Staatsliedenbuurt, Amsterdam
- 2015 - Site- specific installatie De Eggermeisjes in het Kunst-Torentje met Marli Turion, Almelo
- 2015 - Salon Arti et Amicitiae, groepstentoonstelling, Amsterdam
- 2014 - Significant Scenes met Frode Bolhuis en Lenneke van der Goot, Galerie Agnes Raben, Vorden
- 2014 - Galerie Clement met Piet Warffemius, Amsterdam
- 2013 - Kerst Kunst met o.a. Toon Berghahn, Inge van Haastert, Margot de Jager en Ton van Kints, Galerie Clement Amsterdam
- 2013 - Tekeningententoonstelling met o.a. Toon Berghahn, Piet Warffemius, Sandra Kruisbrink, Marli Turion, Terry Thompson en Jeroen Henneman, Galerie Clement Amsterdam
- 2013 - Minimentaal met o.a. Erik Mattijssen, Kees de Goede, Gijs Assmann, Nicolaas Dings en Gijs  Frieling, Heske de Vries, Galerie Metis-nl, Amsterdam
- 2013 - Alkmaarse StadsGezichten met Marli Turion, SBK galerie, Alkmaar
- 2013 - Poëtisch Hoorn met o.a.  Ellen Deckwitz, Paul Nassenstein, Marli Turion, De Boterhal, Hoorn
- 2012 - Nieuwe Uitleenschatten, groepstentoonstelling, Aa-kerk, SBK en CBK, Groningen
- 2012 - KunstRAI, Galerie Clement, Amsterdam
- 2012 - @ en de anderen met o.a. Anneke Timmerman, Frank Lenferink, Hans Eijkelboom en Lily van der Stokker, Kunstlinie, Almere
- 2012 - Parallellen met Marli Turio en Paul Nassenstein, Galerie Clement Amsterdam
- 2011 -  Zomertentoonstelling Galerie Clement Amsterdam
- 2011 -  Binneste Buiten met Reka Feteke, Galerie Agnes Raben, Vorden
- 2010 - Galerie Clement Amsterdam

### 2000 - 2009
- 2009 - RAR Galerie met Anneke Timmerman, Spijkenisse
- 2008 -  Stad en Land met Martin Luijendijk, SBK Alkmaar
- 2007 - Galerie Agnes Raben met Bart Kelholt, Vorden
- 2006 - RAR, Spijkenisse
- 2006 - Galerie Het Oude Raadhuis, Burgh-Haamstede
- 2005 - Gemeentehuis Emmeloord
- 2005 - De Archipel, Almere
- 2004 - Kunstcentrum Zaanstad
- 2003 - Gallery Nine, Amsterdam
- 2002 - Galerie De Verbeelding, Baarle Nassau
- 2002 - Museum Het Raadhuis, groepstentoonstelling, Leerdam
- 2001 - Kunsthal De Remise, Amsterdam
- 2000 - Hogeschool van Amsterdam, Amsterdam
- 2000 - Galerie De Verbeelding, Baarle Nassau

### 1978 - 1999
- 1999 - Galerie Kunst/Werk, Utrecht
- 1998 - Galerie Scheper, Amsterdam
- 1997 - Galerie Scheper, Amsterdam
- 1993 - Rondom het Vierkant met o.a. Jaap Hillenius, Peter Gentenaar en Truus Wilmink, Galerie Aemstelle, Amsteveen en Museum Waterland, Purmerend
- 1993 - De Keerkring, Stedelijk Museum, Amsterdam
- 1992 - Werk in collectie Stedelijk Museum, Amsterdam
- 1992 - Galerie Imago, Amsterdam
- 1991 - Galerie Aemstelle, Amstelveen
- 1990 - Nieuwe Raadhuis, Hoofddorp
- 1988 - Galerie Kunstliefde, Utrecht
- 1986 - Paleis op de Dam, nominatie Koninklijke Prijs voor de Schilderkunst, Amsterdam
- 1986 - Galerie De Gele Rijder, Arnhem
- 1985 - SBK galerie, Ede
- 1985 - Begegnung mit den Niederlanden, groepstentoonstelling, Bonn
- 1984 - Galerie Fenna de Vries, Rotterdam
- 1983 - Het Centrum voor vrouwen in de beeldende kunst, Amsterdam
- 1982 - Het Besiendershuys, Nijmegen
- 1981 - Paleis op de Dam, nominatie Koninklijke Prijs voor de Schilderkunst, Amsterdam
- 1981 - Galerie De Gele Rijder, Arnhem
- 1980 - Gelderse Grafiekmap, Arnhem
- 1978 - Kasteel van Rhoon met Kees Franse, Rhoon